# Asteropyrum
Asteropyrum es un género con dos especies perteneciente a la familia Ranunculaceae. Se distribuyen por China, Bután y Birmania.

## Descripción
Es una planta herbácea perenne con rizoma corto y fibroso. Las hojas son basales, palmeadas lobuladas. Las flores son terminales y solitarias con 5 sépalos blancos y 5-8 pétalos amarillo dorado. Las semillas son de color castaño de 1.5 mm de longitud.

## Taxonomía
Asteropyrum fue descrito por J.R.Drumm. & Hutch. y publicado en Bulletin of Miscellaneous Information Kew 1920: 154, 155, en el año 1920. La especie tipo es: Asteropyrum peltatum (Franch.) J.R. Drumm. & Hutch.